# Patrik Berger
Patrik Berger (Praag, 10 november 1973) is een Tsjechisch voormalig voetballer van onder meer Liverpool FC en Borussia Dortmund. Hij was een offensieve middenvelder met een hard schot die vaak vanop afstand aanlegde en dat frequent met succes deed. Hij speelde 44 interlands voor het Tsjechisch voetbalelftal, waarin hij 18 keer scoorde.

## Clubcarrière
Patrik Berger kwam, als aanvallende middenvelder of als aanvaller, tijdens zijn loopbaan uit voor Slavia Praag (1991/95), Borussia Dortmund (1995/96), Liverpool FC (1996/03) en Portsmouth FC (2003/05). Sinds 2005 speelde Berger voor Aston Villa, waardoor hij in het seizoen 2006/07 verhuurd was aan tweedeklasser Stoke City. Berger sloot zijn carrière in 2010 af in het shirt van Sparta Praag.
Met Dortmund werd hij kampioen in de Bundesliga (1995/96) en won hij de Duitse Super Cup (1995). Bij Liverpool maakte hij deel uit van het team wat in 2001 zowel de Uefa Cup, de FA Cup, de  Europese Super Cup als de League Cup won. In 2003 won hij de laatste prijs opnieuw.

## Interlandcarrière
Berger speelde in 1993 twee interlands voor Tsjecho-Slowakije. Van 1994 tot en met 2001 kwam hij 42 keer uit voor Tsjechië (18 doelpunten). Met Tsjechië werd hij tweede op het EK in 1996, na een nederlaag tegen Duitsland in de finale.

## Erelijst
Liverpool FC
- FA Cup

2001
Individueel
Tsjechisch voetballer van het jaar: 1996